# Maria Fernanda Alves (atleta paralímpica)
Maria Fernanda Alves (Brasília, 28 de julho de 2000) é uma atleta paralímpica brasileira da modalidade tênis em cadeira rodas. Sua maior conquista foi a medalha de prata nas duplas femininas dos jogos Parapan-Americanos de 2023 em Santiago (Chile).

## Biografia
Maria Fernanda ficou paraplégica aos quatro anos de idade após sofrer um acidente de carro. Já aos 12 anos se interessou pelo tênis e ingressou na modalidade com cadeira de rodas. A atleta também é adepta do veganismo.

## Carreira
A atleta possui seis títulos em sua carreira na modalidade simples e outros seis na modalidade de duplas na categoria feminina em cadeira de rodas. Além disso, seu patrocinador oficial é o time de futebol Clube Laguna.
Seu primeiro título na categoria feminina foi em 2017 nas simples do Circuito ITF para cadeirantes durante o São Paulo Wheelchair Tennis Open. No mesmo torneio, ela também venceu o título na modalidade de duplas.
Em 2023, a atleta venceu a medalha de prata nas Gira Colombiana na categoria duplas. No mesmo ano, foi classificada para os Jogos Parapan-Americanos no Chile, onde venceu a medalha de prata nas duplas.
Apenas no ano de 2024, Maria venceu cinco torneios até o momento: três na modalidade simples e dois na modalidade em duplas. Ela venceu o Curitiba Wheelchair Tennis Open nas simples femininas sem ter perdido um único game. Neste mesmo mês, a atleta figurou como vice-campeã na chave de duplas dos Abertos do Peru de 2024.
Na categoria Open Feminino, a atleta participou de quatro Copas do Mundo de Tênis em Cadeira de Rodas até o momento. A primeira vez foi em 2021 na Itália sob comando de Leonardo Butija. Depois, sob o mesmo comando, Maria Fernanda participou em 2022 da Copa do Mundo em Portugal e no mesmo país na Copa do ano seguinte, porém sob liderança de Lázaro Herculano. Em 2024, a atleta participou da Copa do Mundo na Turquia sob comando do mesmo capitão do ano anterior.

## Finais ITF disputadas

### Simples: 20 (7 títulos, 13 vices)
| Resultado | Data     | Torneio                                                | Piso   | Oponente                    | Parciais        |
| --------- | -------- | ------------------------------------------------------ | ------ | --------------------------- | --------------- |
| Venceu    | Jun 2024 | XVI Cali Open, Colômbia                                | Saibro | Zuleinny Rodriguez Trujillo | 7-6, 6-3        |
| Venceu    | Jun 2024 | Barranquilla Open, Colômbia                            | Duro   | Zuleinny Rodriguez Trujillo | 7-5, 6-3        |
| Perdeu    | Mai 2024 | IDMAJ CASA OPEN 1, Marrocos                            | Saibro | Wendi Schutte               | 3-6, 2-6        |
| Venceu    | Abr 2024 | Premier Racquet Club Wheelchair Classic, Canadá        | Duro   | Anne-Marie Dolinar          | 6-2, 6-2        |
| Perdeu    | Abr 2024 | Uberlandia Wheelchair Tennis Open, Brasil              | Saibro | Meirycoll Duval             | 1-6, 7-6, 2-6   |
| Venceu    | Mar 2024 | Curitiba Wheelchair Tennis Open, Brasil                | Saibro | Johana Martinez             | 7-5, 6-4        |
| Perdeu    | Nov 2023 | 11° Goiânia Wheelchair Tennis Open, Brasil             | Saibro | Lucimarry Nascimento        | 5-4, 4-1        |
| Perdeu    | Out 2023 | Praia Clube Wheelchair Tennis Open, Brasil             | Saibro | Meirycoll Duval             | 3-6, 4-6        |
| Perdeu    | Set 2023 | Medellín Open/Fundacion Ganbare, Colômbia              | Saibro | Meirycoll Duval             | Retirou-se, 1-3 |
| Venceu    | Jul 2023 | XV Cali Open, Colômbia                                 | Saibro | Jade Lanai                  | 6-4, 6-4        |
| Perdeu    | Jul 2023 | Barranquilla Open, Colômbia                            | Duro   | Meirycoll Duval             | 3-6, 1-6        |
| Perdeu    | Abr 2023 | Uberlandia Wheelchair Tennis Open, Brasil              | Saibro | Meirycoll Duval             | 5-7, 0-6        |
| Perdeu    | Nov 2022 | Curitiba Wheelchair Tennis Open, Brasil                | Saibro | Jade Lanai                  | 4-6, 2-6        |
| Perdeu    | Abr 2022 | Uberlandia Wheelchair Tennis Open, Brasil              | Saibro | Meirycoll Duval             | 0-6, 1-6        |
| Perdeu    | Nov 2021 | Wheelchair Brazil - ITF Tennis International 2, Brasil | Saibro | Meirycoll Duval             | 3-6, 3-6        |
| Perdeu    | Nov 2021 | Uberlandia Wheelchair Tennis Open, Brasil              | Saibro | Meirycoll Duval             | 3-6, 2-6        |
| Perdeu    | Set 2021 | Wheelchair Brasil - ITF Tennis International 1, Brasil | Saibro | Meirycoll Duval             | 1-6, 2-6        |
| Venceu    | Dez 2019 | Goiás Wheelchair Tennis, Brasil                        | Saibro | Lucimarry Nascimento        | 6-3, 6-4        |
| Perdeu    | Nov 2018 | Brasil Wheelchair Tennis Open, Brasil                  | Duro   | Joao Lucas Takaki           | 3-6, 6-4, 6-7   |
| Venceu    | Out 2017 | São Paulo Wheelchair Tennis Open, Brasil               | Saibro | Marisa Ferreira             | 6-4, 6-2        |

### Duplas: 29 (6 títulos, 23 vices)
| Resultado | Data     | Torneio                                                | Piso   | Parceira                    | Oponentes                                    | Parciais        |
| --------- | -------- | ------------------------------------------------------ | ------ | --------------------------- | -------------------------------------------- | --------------- |
| Perdeu    | Jun 2024 | XVI Cali Open, Colômbia                                | Saibro | Vitoria Miranda             | Valeria Valverde Zuleinny Rodriguez Trujillo | 7-6, 6-4        |
| Venceu    | Jun 2024 | Barranquilla Open, Colômbia                            | Duro   | Valeria Valverde            | Karen Zambrano Zuleinny Rodriguez Trujillo   | 6-2, 6-1        |
| Venceu    | Mai 2024 | IDMAJ CASA OPEN 1, Marrocos                            | Saibro | Wendi Schutte               | Samira Benichi Fatima Maray                  | 6-2, 6-0        |
| Perdeu    | Mai 2024 | Camozzi Open, Itália                                   | Saibro | Zixi Ma                     | Maayan Zikri Wendi Schutte                   | 1-6, 1-6        |
| Perdeu    | Mai 2024 | 5 Trofeo Citta' di Cantu', Itália                      | Duro   | Vanessa Ricci               | Sandrine Cauderon Paulin Wendi Schutte       | 1-6, 1-6        |
| Perdeu    | Abr 2024 | Premier Racquet Club Wheelchair Classic, Canadá        | Duro   | Valeria Valverde            | Laura Goodkind Martha Harris                 | 1-6, 4-6        |
| Perdeu    | Abr 2024 | Uberlandia Wheelchair Tennis Open, Brasil              | Saibro | Jade Lanai                  | Meirycoll Duval Valeria Valverde             | 6-2, 4-6, 4-10  |
| Perdeu    | Mar 2024 | Peru Open - Copa Federacion, Peru                      | Saibro | Gloria Llamin               | Zuleinny Rodriguez Trujillo Valeria Valverde | 2-6, 4-6        |
| Perdeu    | Nov 2023 | Jogos Parapan-Americanos, Chile                        | Saibro | Meirycoll Duval             | Dana Mathewson Maylee Phelps                 | 3-6, 6-2, 10-8  |
| Perdeu    | Nov 2023 | 11° Goiânia Wheelchair Tennis Open, Brasil             | Saibro | Meirycoll Duval             | Zuleinny Rodriguez Trujillo Johana Martinez  | 3-6, 1-6        |
| Venceu    | Out 2023 | Brasilia Open, Brasil                                  | Saibro | Meirycoll Duval             | Lucimarry Nascimento Johana Martinez         | 6-3, 6-4        |
| Perdeu    | Out 2023 | Praia Clube Wheelchair Tennis Open, Brasil             | Saibro | Meirycoll Duval             | Jade Lanai Zuleinny Rodriguez Trujillo       | 4-6, 6-7        |
| Perdeu    | Jul 2023 | Copa Indervalle - Cali, Colômbia                       | Saibro | Jade Lanai                  | Meirycoll Duval Zuleinny Rodriguez Trujillo  | 2-6, 1-6        |
| Perdeu    | Jul 2023 | XV Cali Open, Colômbia                                 | Saibro | Jade Lanai                  | Najwa Awane Valeria Valverde                 | 6-7, 2-6        |
| Perdeu    | Jul 2023 | Barranquilla Open, Colômbia                            | Duro   | Jade Lanai                  | Meirycoll Duval Zuleinny Rodriguez Trujillo  | 6-2, 5-7, 8-10  |
| Perdeu    | Abr 2023 | Miguel Zuniga Open Memorial, Argentina                 | Saibro | Zuleinny Rodriguez Trujillo | Jade Lanai Vitoria Miranda                   | 6-2, 5-7, 8-10  |
| Perdeu    | Dez 2022 | Wheelchair Cuidad de Cuenca, Equador                   | Saibro | Johana Martinez             | Maria Florencia Moreno Valeria Valverde      | 6-7, 3-6        |
| Perdeu    | Nov 2022 | Curitiba Wheelchair Tennis Open, Brasil                | Saibro | Jade Lanai                  | Lucimarry Nascimento Johana Martinez         | 2-6, 2-6        |
| Perdeu    | Nov 2022 | Barranquilla Open, Colômbia                            | Duro   | Jade Lanai                  | Lucimarry Nascimento Meirycoll Duval         | 1-4, 3-5        |
| Perdeu    | Out 2022 | Uberlandia Wheelchair Tennis Open 2, Brasil            | Saibro | Jade Lanai                  | Lucimarry Nascimento Meirycoll Duval         | 6-4, 3-6, 13-15 |
| Perdeu    | Set 2022 | Open Fundacion Ganbare, Colômbia                       | Saibro | Jade Lanai                  | Johana Martinez Maria Florencia Moreno       | 2-4, 4-6        |
| Venceu    | Abr 2022 | Uberlandia Wheelchair Tennis Open, Brasil              | Saibro | Jade Lanai                  | Lucimarry Nascimento Ana Caldeira            | 6-4, 6-3        |
| Venceu    | Abr 2022 | Peru Open, Peru                                        | Saibro | Meirycoll Duval             | Zuleinny Rodriguez Trujillo Valeria Valverde | 6-4, 6-3        |
| Perdeu    | Set 2021 | Wheelchair Brasil - ITF Tennis International 1, Brasil | Saibro | Jade Lanai                  | Ana Caldeira Meirycoll Duval                 | 6-2, 3-6, 5-10  |
| Perdeu    | Out 2018 | Uberlandia Wheelchair Tennis Open 2ª etapa, Brasil     | Saibro | Rejane Candida              | Ana Caldeira Meirycoll Duval                 | 1-6, 3-6        |
| Perdeu    | Jul 2018 | Butija Wheelchair Tennis Cup, Brasil                   | Saibro | Nicole Maria Dhers          | Ana Caldeira Meirycoll Duval                 | 2-6, 7-4, 7-10  |
| Venceu    | Out 2017 | São Paulo Wheelchair Tennis Open, Brasil               | Saibro | Ana Caldeira                | Aline Cabral Marisa Ferreira                 | 6-4, 7-6        |
| Perdeu    | Abr 2017 | Uberlândia Open, Brasil                                | Saibro | Natalia Mayara              | Maria Florencia Moreno Antonella Pralong     | 2-6, 5-7        |
| Perdeu    | Jul 2016 | São Paulo Wheelchair Tennis Open, Brasil               | Saibro | Aline Cabral                | Ana Caldeira Meirycoll Duval                 | WO              |